# Hilaridade fatal

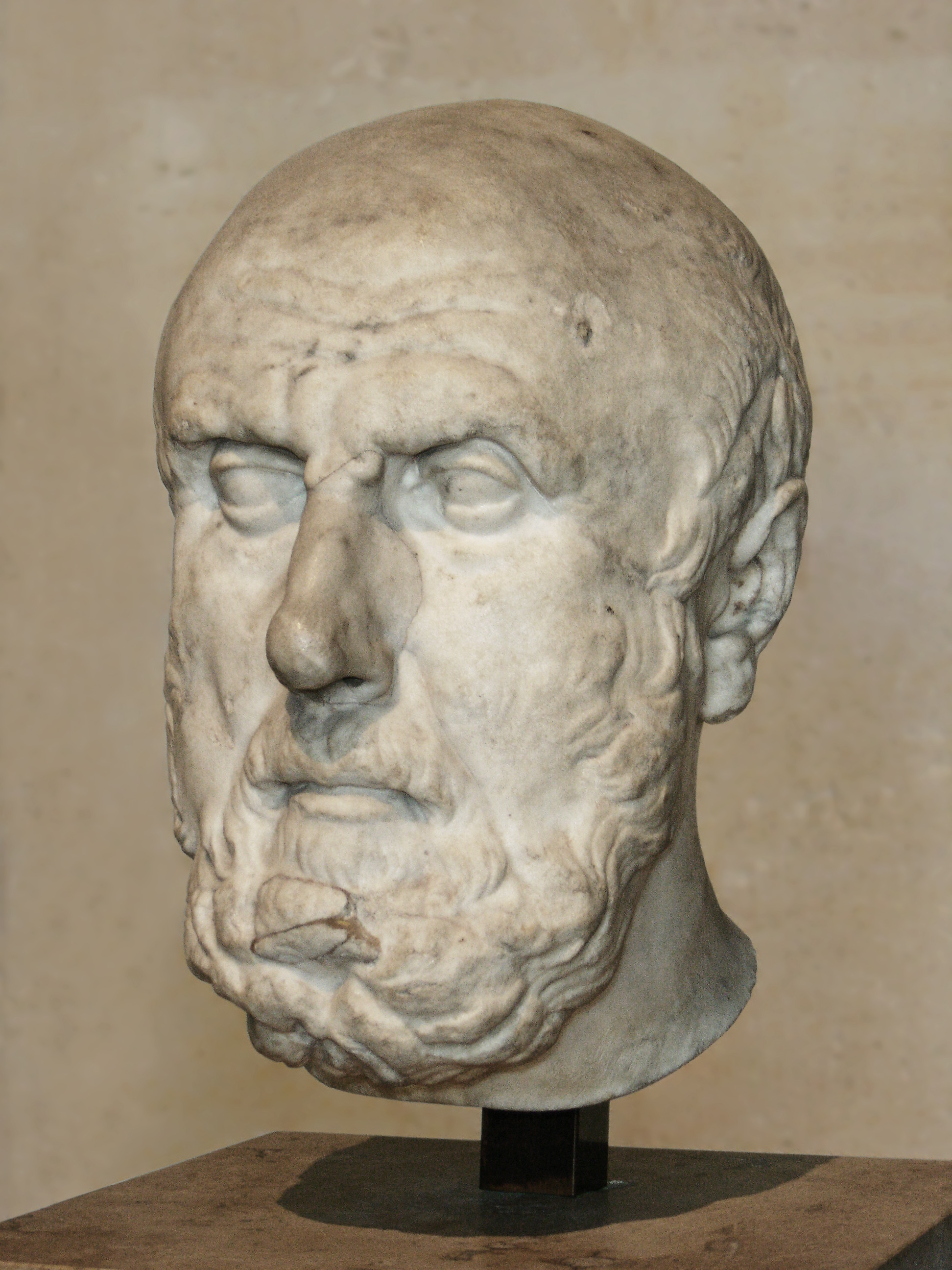
Crisipo de Solis foi uma das vítimas da hilaridade fatal.

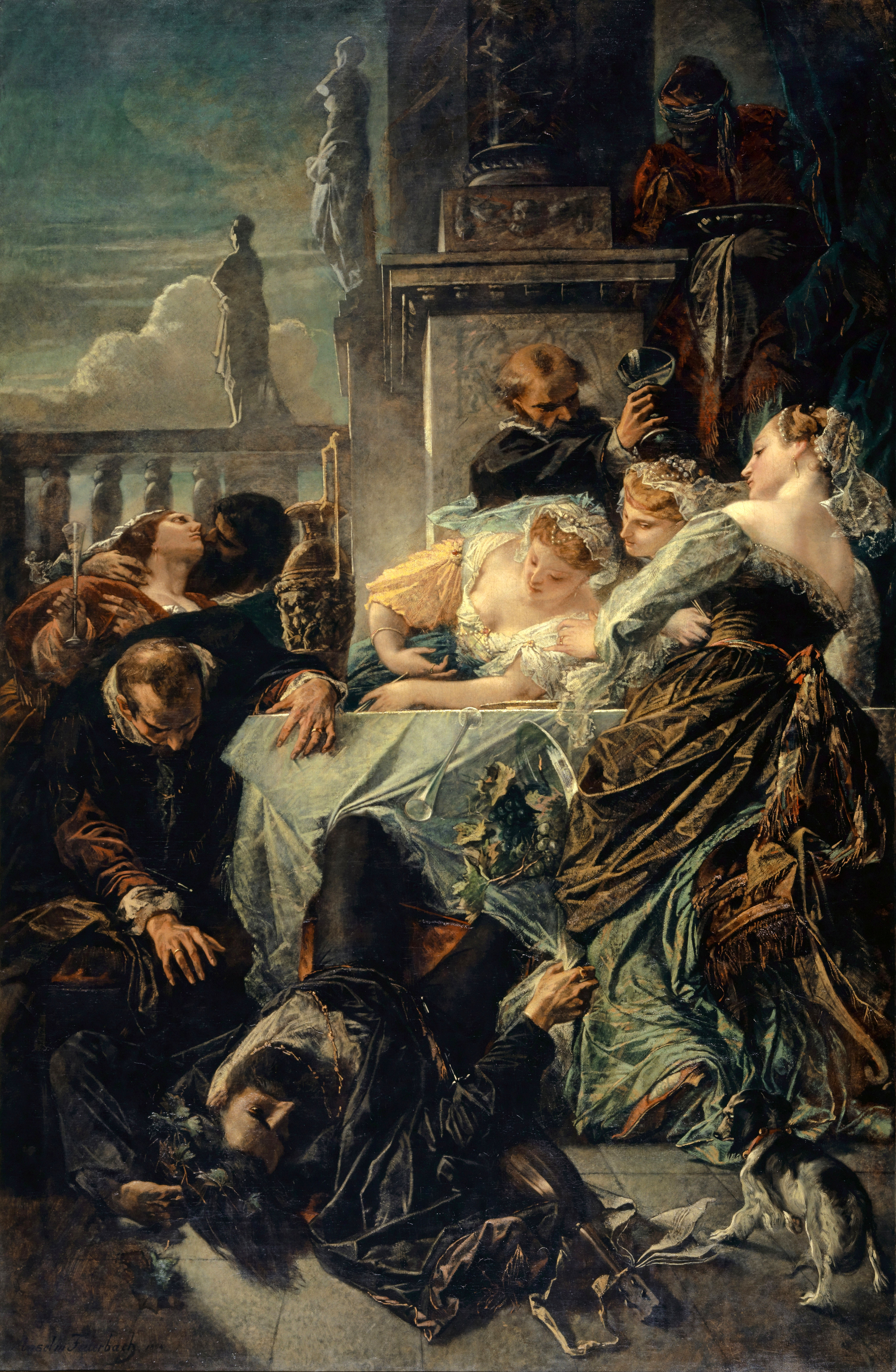
Der Tod des Dichters Pietro Aretino por Anselm Feuerbach.

A hilaridade fatal é um raro tipo de morte, que usualmente ocorre por parada cardíaca ou asfixia, decorrentes de uma crise de risos. Casos de mortes podem ser constatados desde a Grécia Antiga até os dias de hoje.
O primeiro uso do termo hilaridade fatal foi feito em 1956.

## Mortes históricas atribuídas
- Crisipo de Solis, filósofo grego do Século III a.C., onde a cultura popular mostra que ele morreu depois de dar vinho ao seu burro e depois vê-lo se alimentando de figos;[2]
- Em 1410, o Rei Martim I de Aragão faleceu após um riso incontrolável combinando com uma indigestão;[3]
- Em 1556, Pietro Aretino morreu sufocado após rir sem parar;[4]
- Em 1660, o aristocrata francês Thomas Urquhart morreu de hilaridade fatal ao saber que Carlos II subiu ao trono.[5][6]

## Mortes modernas
- Em 1975, o inglês Alex Mitchell morreu enquanto assistia um episódio de The Goodies, após vinte e cinco minutos de riso incontrolável. Após esse tempo, ele caiu no sofá e morreu de insuficiência cardíaca. Sua viúva, posteriormente, enviou uma carta para The Goodies por fazer tão agradáveis os últimos momentos da vida de seu falecido marido.[7][8][9][10][11] Um diagnóstico feito pela sua neta em 2012 indica que ele tenha morrido por possuir a síndrome do QT longo.[12]
- Em 1989, Ole Bentzen, um audiologista dinamarquês, morreu de hilaridade fatal enquanto assistia A Fish Called Wanda. Seus batimentos chegaram em 250 até 500 por minuto, antes de ele sucumbir a uma parada cardíaca.[13]
- Em 2003, Damnoen Saen-um, um vendedor de sorvetes tailandês, morreu rindo enquanto estava dormindo, com a idade de 52 anos. Sua esposa foi incapaz de acordá-lo, e ele parou de respirar após apenas dois minutos de risos. Acredita-se que sua morte tenha sido causada por asfixia.[7]